# Каприе (остров)
Ка́прие (хорв. Kaprije, итал. Capri di Dalmazia) — остров в хорватской части Адриатического моря, один из островов Шибеникского архипелага. Относится к Шибенско-Книнской жупании Хорватии. Находится юго-западнее Шибеника между островами Змаян и Какан, омывается Каприйским (с северо-востока) и Каканским (с юго-запада) проливами.

## География
Площадь острова составляет — 7,12 км², длина береговой линии — 25,21 км.
На острове большое количество холмов и долин, поросших травой, маквисом и сосновыми лесами.

## Климат
Климат острова, как и всего архипелага, средиземноморский с сухим жарким летом. Среднегодовая продолжительность солнечного сияния на острове составляет 2600 часов, что делает Каприе одним из самых солнечных мест Адриатического моря. В среднем за год солнечным бывает каждый третий день.

## История
В XIV и XV веках остров принадлежал знатным семьям Шибеника. Во время османского завоевания XVI—XVII веков остров заселили беженцы с материка. В это время на острове была построена церковь апостола Петра.

## Население
В 2005 году на острове проживало 143 человека. На острове находится одноимённый населённый пункт.

## Экономика
Основу экономики острова составляют сельское хозяйство, рыболовство и туризм. На острове культивируется виноград и олива.
Автомобильное сообщение на острове отсутствует.